# واردنافیل
واردنافیل (انگلیسی: Vardenafil) (با نام تجاری Levitra) دارویی است که برای درمان اختلال نعوظ به کار میرود. این دارو یک مهارکننده PDE5 است که از راه دهان مصرف میشود.
واردنافیل افزون بر نشانه هایی که برای اختلال نعوظ دارد، ممکن است در درمان انزال زودرس موثر باشد، جایی که ممکن است زمان نفوذ تا انزال را به میزان قابل توجهی افزایش دهد.

## عوارض جانبی
عوارض جانبی آن مانند سایر مهارکننده‌های PDE5 است. عوارض جانبی مکرر خاص واردنافیل حالت تهوع است. عوارض جانبی نادر عبارتند از درد شکم، کمر درد، حساسیت به نور، دید غیر طبیعی، درد چشم، ادم صورت، افت فشار خون، تپش قلب، تاکی کاردی، آرترالژی، میالژی، بثورات پوستی، خارش و پریاپیسم.
یکی از عوارض جانبی احتمالاً جدی اما نادر واردنافیل حمله قلبی است. همچنین، در موارد نادر، استفاده از واردنافیل ممکن است باعث پریاپیسم شود، یک وضعیت اورژانسی بسیار دردناک که در صورت عدم درمان می تواند باعث ناتوانی جنسی شود.

## تداخلات
واردنافیل نباید توسط افرادی که داروهای نیترات مصرف می کنند استفاده شود، زیرا ترکیب آنها با واردنافیل ممکن است باعث ایجاد افت فشار خون (فشار خون پایین) بالقوه تهدید کننده زندگی شود.
افزون بر این، واردنافیل باعث طولانی شدن فاصله QT می شود. بنابراین، افرادی که از داروهای دیگری که بر فاصله QT تأثیر می‌گذارند (مانند آمیودارون) مصرف می‌کنند، نباید آن را مصرف کنند.

## نگارخانه

قرص بیست میلی گرمی واردنافیل